# Arichanna sinica
Arichanna sinica är en fjärilsart som beskrevs av Eugen Wehrli 1933. Arichanna sinica ingår i släktet Arichanna och familjen mätare. Inga underarter finns listade i Catalogue of Life.